# Bọ Jigger
Tunga penetrans là một loài côn trùng hút máu sinh sống ở các khu vực nhiệt đới, đặc biệt là Nam Mỹ, Trung Mỹ và Tây Indies và vùng phụ cận sa mạc Sahara ở Nam Phi. 

## Ký sinh
Loài này hút máu, đi vào cơ thể nạn nhân từ bàn chân, sinh trưởng rồi đẻ hàng trăm quả trứng bên trong cơ thể con mồi của nó. Sự hiện diện của bọ khiến nhiều bộ phận trên cơ thể người như môi, mông và thậm chí mí mắt, bị hoại tử. Loài bọ Tunga penetrans có thể giết chết trẻ em dễ dàng và gây hiện tượng chết sớm ở những người trưởng thành đang mắc bệnh khác.
Loài bọ Tunga penetrans sinh sản ở những nơi bẩn và bụi bặm. Phần lớn nạn nhân, đặc biệt là người lớn tuổi, không thể đi lại hay làm việc. Bệnh do bọ này gây ra có tên y học là Tungiasis. Trong một vài trường hợp đặc biệt, khi 1 cá thể bọ Tunga penetrans xâm nhập vào cơ thể nhưng không được giao phối để sinh sản, nó sẽ rơi vào trạng thái "chờ". Tức là bệnh sẽ tạm thời không phát tác. Bọ Tunga penetrans có thể ở trong trạng thái chờ hằng năm trời đến khi nào gặp được "bạn tình". Đây chính là cơ hội vàng để trị bệnh Tungiasis.